# Миронов, Сергей Михайлович
Серге́й Миха́йлович Миро́нов (род. 14 февраля 1953, Пушкин, Ленинград) — российский политический и государственный деятель. Руководитель фракции «Справедливая Россия — За правду» в Государственной Думе Федерального Собрания Российской Федерации VIII созыва с 19 сентября 2021 года.
Депутат Государственной думы VI созыва и VII созыва, руководитель фракции партии «Справедливая Россия — Патриоты — За правду» в Государственной думе, председатель совета Палаты депутатов партии «Справедливая Россия» — член бюро президиума Центрального совета партии (2011—2013).
Ранее — депутат Государственной думы V созыва (2011). Председатель Совета Федерации (2001—2011), депутат Законодательного собрания Санкт-Петербурга (1994—2001). Председатель партии «Справедливая Россия — Патриоты — За правду» в 2006—2011 и с 27 октября 2013 года, ранее — председатель Российской партии жизни.
Выставлял свою кандидатуру на выборах президента России в 2004 и 2012 годах и оба раза занимал последнее место.
Президент Федерации спортивного туризма России.
С 2014 года под международными санкциями — ему запрещён въезд в США, страны ЕС и в ряд других стран.

## Биография

### Молодость
Сергей Миронов родился 14 февраля 1953 года в городе Пушкин. Родители происходят из Тверской и Новгородской областей. Мать — Галина Фёдоровна Варламова, отец — Михаил Емельянович Миронов. Отец — фронтовик Великой Отечественной войны; после демобилизации остался служить в армии. Мать работала инструктором партийного учёта. Дед Емельян Еремеевич Миронов был расстрелян в сентябре 1937 года.
Окончил среднюю школу № 410 Пушкинского района Ленинграда. В 9 классе школы был комсоргом класса.
В 1969 году поступил в Индустриальный техникум на факультет «Геофизические методы поиска и разведки полезных ископаемых и минералов». Однако, проучившись один семестр, забросил учёбу. Летом следующего года вновь поступил на первый курс этого же техникума. После первого курса съездил в первую экспедицию на Кольский полуостров.
Осенью 1971 года, в начале второго курса, имея отсрочку от армии до окончания техникума, добровольно ушёл на срочную службу. Служил в воздушно-десантных войсках СССР по 1973 год в Литве и Азербайджане.

### Образование и карьера
В 1974 году 21-летний Сергей Миронов поступил в Ленинградский горный институт имени Г. В. Плеханова. Будучи студентом начал работать в НПО «Геофизика», в секторе, где занимались поисками уранового сырья.
В 1978—1986 годах — старший инженер-геофизик НПО «Рудгеофизика» (ныне ФГУ НПП «Геологоразведка»), затем — геофизиком Зеленогорской экспедиции Министерства геологии СССР. В 1980 году окончил институт.
С 1986 по 1991 год по направлению Министерства геологии СССР работал старшим геофизиком аэропартии в Монгольской Народной Республике. До этого он ездил туда в течение пяти лет на полгода, а в 1986 перебрался с семьёй в Улан-Батор, где жил ещё 5 лет до распада СССР в 1991 году.

### После 1991 года
С 1991 по 1993 год являлся исполнительным директором пушкинского АОЗТ «Русская торговая палата».
В 1992 году окончил Санкт-Петербургский технический университет.
В 1993 году получил аттестат Минфина России на право работы на рынке ценных бумаг.
В 1994—1995 годах — исполнительный директор АООТ «Строительная корпорация „Возрождение Санкт-Петербурга“».

### Законодательное собрание Санкт-Петербурга (1994—2001)
В 1994 году избран депутатом Законодательного собрания Санкт-Петербурга I созыва от блока «Весь Петербург».
С апреля 1995 года — первый заместитель председателя Законодательного Собрания Санкт-Петербурга.
В 1997 году окончил с отличием Российскую академию государственной службы при Президенте Российской Федерации. В 1998 году окончил с отличием юридический факультет СПбГУ.
С апреля по декабрь 1998 года — исполняющий обязанности председателя Законодательного Собрания Санкт-Петербурга I созыва.
В декабре 1998 года избран депутатом Законодательного Собрания Санкт-Петербурга II созыва по 12-му избирательному округу, получив 70 % голосов избирателей (лучший результат в городе) и вошёл в состав фракции «Законность».
С 1999 года слушатель философского факультета СПбГУ.
В 2000 году — заместитель руководителя избирательного штаба Владимира Путина по Санкт-Петербургу, на президентских выборах 2000 года.
В июне 2000 года избран заместителем председателя Законодательного Собрания Санкт-Петербурга второго созыва. С сентября 2000 года — председатель политсовета Санкт-Петербургского регионального политического общественного движения «Воля Петербурга».

### Совет Федерации (2001—2011)

#### Член Совета Федерации
После реформы Совета Федерации Федерального собрания, 13 июня 2001 года избран членом Совета Федерации — представителем законодательного собрания Санкт-Петербурга.
С июня 2001 — член Комитета Совета Федерации по конституционному законодательству и судебно-правовым вопросам, член Комиссии Совета Федерации по регламенту и парламентским процедурам.
С октября 2001 года — заместитель председателя Комитета Совета Федерации по конституционному законодательству и судебно-правовым вопросам.

#### Председатель Совета Федерации

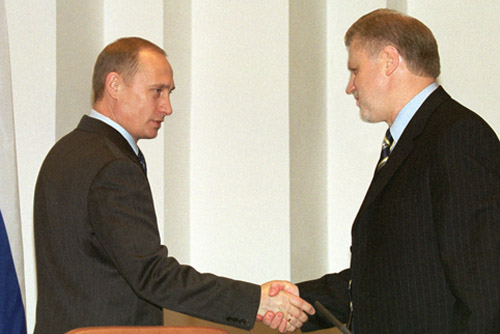
Владимир Путин поздравляет Сергея Миронова с избранием на пост Председателя Совета Федерации, 5 декабря 2001 года

5 декабря 2001 года избран председателем Совета Федерации. Миронов был единственным кандидатом на пост председателя — он был рекомендован президентом.
За утверждение на этом посту Сергея Миронова проголосовали 152 сенатора, 2 — против и 4 члена Совета Федерации воздержались от голосования. В начале заседания полномочия председателя Совета Федерации с себя сложил Егор Строев, находившийся на этом посту в течение двух сроков. Возглавляя Совет Федерации, выступал против политизации этого органа и создания в нём партийных фракций.
Первой инициативой Миронова на этом посту стало предложение увеличить президентский срок с 4 до 7 лет. По словам председателя Совета Федерации, «для России в современных условиях 4 года президентского срока — это мало». Президент Владимир Путин в ответ заявил, что считает такое увеличение нецелесообразным, однако эта идея нашла немало сторонников.
30 декабря того же года Миронов предложил новый порядок избрания членов Совета Федерации — должность члена верхней палаты парламента должна быть выборной. Миронов рассказал, что уже разработал соответствующий законопроект. По его мнению, только народный мандат позволит членам верхней палаты парламента стать независимыми.
1 февраля 2002 года Миронов избран председателем Совета Межпарламентской Ассамблеи государств — участников СНГ.

#### Российская партия жизни
19 апреля 2003 года в Москве состоялся первый съезд недавно учреждённой «Партии жизни». На этом съезде председатель Совета Федерации Сергей Миронов по единогласному решению 582 делегатов занял все руководящие посты — председателя партии, председателя общенационального совета и председателя президиума совета. Миронова избрали лидером партии тайно, единогласно и на безальтернативной основе. Партия намеревалась участвовать в парламентских выборах в декабре 2003 года.
В апреле—мае 2003 года Миронов заявил, что у него нет планов по выдвижению своей кандидатуры на пост губернатора Санкт-Петербурга. При этом «Партия жизни» поддержит на выборах кандидатуру Валентины Матвиенко.
Перед парламентскими выборами 2003 года, состоявшимися 7 декабря 2003 года, по сообщению некоторых агентств, Партия жизни с согласия Миронова выступала с инициативой внести в программу экологического развития защиту русской выхухоли, однако впоследствии Миронов утверждал, что его партия никогда защитой выхухоли не занималась, а инициатива защиты животного принадлежала сотруднику РПЖ из Пскова, сам же он якобы даже ничего о таком звере раньше не слышал. Тема «выхухоли» нередко возникает в сатирическом ключе в публикациях СМИ о Миронове и его партиях и высказываниях его политических оппонентов, фигурирует даже в редакционной преамбуле к одному из его интервью. Активно используется в политической борьбе: «Понимаете, человек, который придумал название „выхухоль“, не может быть президентом России. Вы извините, всё-таки у нас ядерная держава» (Борис Немцов).
В марте 2004 года баллотировался на президентских выборах 2004 года, заявив при этом, что поддерживает и другого кандидата — действующего президента Владимира Путина. На выборах Миронов занял последнее место, получив 524 324 голоса (0,75 %).
Также в 2004 году окончил заочно философский факультет СПбГУ.

#### Справедливая Россия

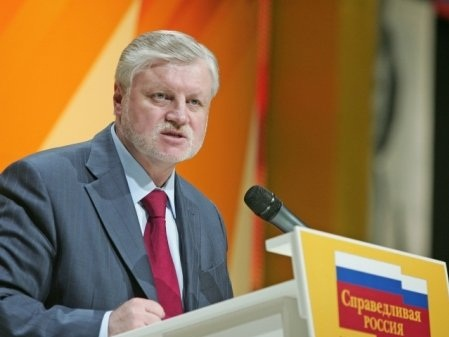
На III съезде «Справедливой России». 25 апреля 2008 года

В 2006 году Миронов участвовал в создании и возглавил политическое объединение «Справедливая Россия», призванное стать конкурентом «Единой России» в рамках потенциальной двухпартийной системы в России.
В начале 2007 года с избранием 4 созыва законодательного собрания Санкт-Петербурга полномочия Сергея Миронова в Совете Федерации формально закончились. Но 28 марта новый парламент подтвердил полномочия Миронова, открыв тем самым ему путь к третьему председательскому сроку. Миронов был вновь избран представителем Петербургского законодательного собрания в Совете Федерации. 30 марта 2007 года был почти единогласно (при одном воздержавшемся) переизбран председателем Совета Федерации на третий срок.
Сразу после очередного вступления в должность Сергей Миронов вновь предложил увеличить президентский срок: «Для такой страны, как Россия, четыре года пребывания на посту президента — это очень короткий срок. Предлагаю подумать о его изменении до 5, а может, и до 7 лет». Более того Миронов предложил подумать о введении в Конституцию РФ нормы о трёх сроках главы государства: «Часть третья статьи 81-й говорит о том, что одно и то же лицо не может занимать должность президента РФ более двух сроков подряд, и я предлагаю подумать, не настала ли необходимость, отвечая на многочисленные, я бы сказал многомиллионные обращения наших граждан, пересмотреть эту норму и установить, что одно и то же лицо не может занимать должность президента РФ более трёх сроков подряд».

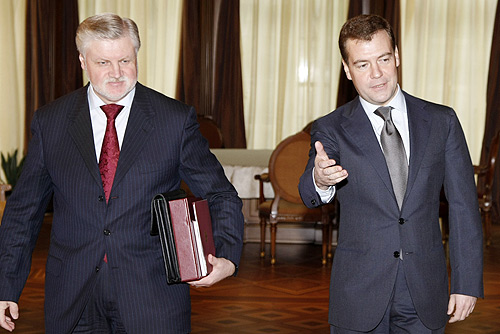
С Дмитрием Медведевым. 4 июня 2008 года

После согласия Путина возглавить список «Единой России» на думских выборах в декабре 2007 года, Миронов повторно заявил, что поддерживает президента, но не поддерживает «Единую Россию». 10 декабря 2007 года возглавляемая им партия «Справедливая Россия», а также партии «Единая Россия», «Гражданская сила», Аграрная партия России поддержали кандидата в президенты Дмитрия Медведева.
1 февраля 2010 года участвовал в телевизионной программе «Познер» и заявил, в частности: «говорить о том, что мы, и лично я, во всем поддерживаем Владимира Путина, это уже устаревшая информация. Между прочим, в немалой степени у нас возникают противоречия в связи с тем, что Владимир Владимирович Путин возглавил оппозиционную для нас и неприемлемую по идеологии с каким-то сомнительным консерватизмом партию „Единая Россия“». В ответ на это руководители «Единой России» (первый заместитель секретаря президиума генсовета «Единой России» Андрей Константинович Исаев, руководитель центрального исполнительного комитета «Единой России» Андрей Воробьёв, секретарь президиума генсовета, заместитель председателя Госдумы Вячеслав Володин) выразили возмущение и предложили Сергею Миронову уйти в отставку.
8 февраля 2010 года в Государственной Думе прошли политические консультации между партиями «Справедливая Россия» и «Единая Россия». В консультациях приняли участие Сергей Миронов, руководитель фракции Николай Левичев, председатель Государственной Думы и Председатель Высшего совета партии «Единая Россия» Борис Грызлов и секретарь президиума Генсовета партии «Единая Россия» Вячеслав Володин. По итогам консультаций Сергей Миронов и Борис Грызлов подписали политическое соглашение, в котором обе партии заявили, что они обязуются стремиться к коалиционным действиям: «Справедливая Россия» поддерживает стратегический курс Президента России Дмитрия Медведева и Председателя Правительства Владимира Путина по стратегическим вопросам внешней политики, национальной безопасности, основ конституционного строя, неприятия экстремизма, а «Единая Россия» поддерживает нахождение Сергея Миронова на посту Председателя Совета Федерации Федерального Собрания Российской Федерации. Участники Соглашения выразили готовность сообща действовать при решении кадровых вопросов, в том числе по итогам выборов путём заключения пакетных соглашений при формировании руководящих органов. 16 апреля 2011 года ушёл в отставку с поста председателя «Справедливой России», оставаясь при этом её лидером.
18 мая 2011 года по предложению фракции «Единая Россия» Законодательного собрания Санкт-Петербурга был отозван с поста представителя Законодательного собрания города в Совете Федерации, лишившись таким образом должности председателя СФ. Перед тем как это произошло, он произнёс яркую и острую политическую речь. 25 мая Сергей Миронов последний раз пришёл в Совет Федерации, где выступил с речью, подведя итоги почти десятилетней работы на посту председателя.

### Государственная Дума (с 2011 года)

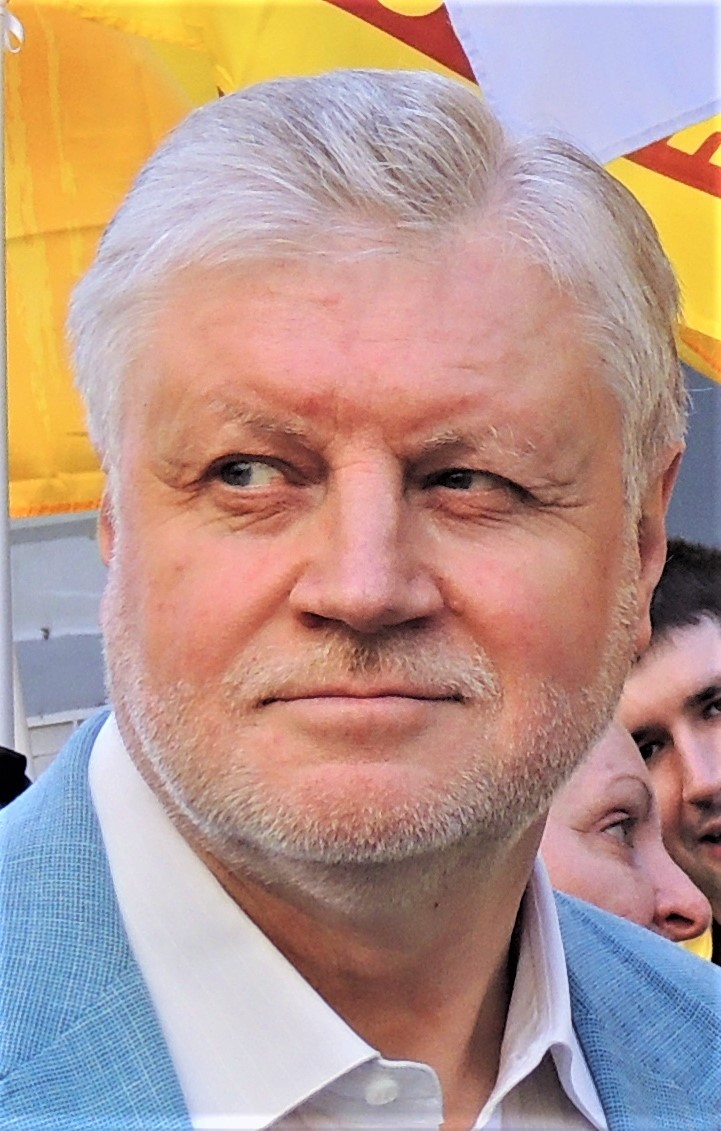
На Первомайской демонстрации в Москве, 2014 год

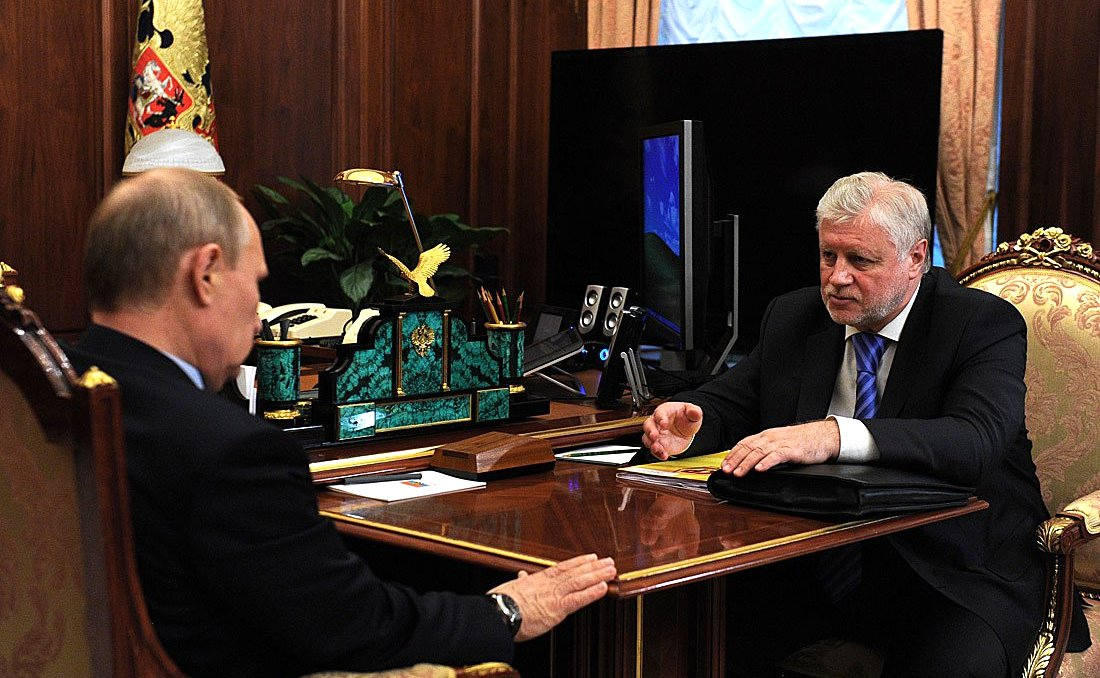
С Президентом России Владимиром Путиным. 31 мая 2014 года

8 июня 2011 года зарегистрирован депутатом Государственной думы, заняв место депутата Елены Вторыгиной.
14 июня 2011 года избран Руководителем фракции «Справедливая Россия» в Государственной Думе Федерального Собрания Российской Федерации; стал членом Комитета Государственной Думы по науке и наукоёмким технологиям.
4 декабря 2011 года переизбран депутатом Государственной Думы Федерального Собрания 6 созыва, руководитель фракции «Справедливая Россия» в Государственной Думе, член Комитета ГД по жилищной политике и жилищно-коммунальному хозяйству.
В декабре 2011 года на продолженном VI Съезде партии «Справедливая Россия» была выдвинута кандидатура Миронова для участия в президентских выборах 2012 года.
По результатам президентских выборов 4 марта 2012 года получил 2 763 935 голосов избирателей (3,85 % от общего числа голосовавших), заняв последнее место, но при этом улучшив свой результат на 3,1 % по сравнению с 2004 годом. С 11 июля 2012 года — член Государственного совета Российской Федерации. В соответствии с Указом Президента Российской Федерации от 11 июля 2012 года № 946 «Вопросы Государственного совета Российской Федерации» руководители фракций в Государственной Думе, по должности, являются членами государственного совета.
В марте 2014 года Миронов вошёл в список лиц, подвергшихся санкциям Евросоюза, США, Канады, Австралии и Швейцарии в связи с войной на Украине и аннексии Крыма. В сентябре 2015 года включён в санкционный список Украины. Санкции воспринял, по его собственному выражению, «не без гордости».
В Севастополе и Симферополе Миронов был 26-27 февраля, непосредственно перед российской аннексией Крыма.
В конце 2014 года и в конце 2015 года посещал Донецк. С собой Миронов привозил гуманитарную помощь Донбассу. Миронов стал первым политиком высокого уровня, который посетил восток Украины с момента начала вооружённого конфликта. Он выступает за признание сепаратистских ДНР и ЛНР Россией, за их прямое сотрудничество и за объединение народных республик в одно государство.
В ходе президентских выборов 2018 года отказался выдвигать собственную кандидатуру и был членом инициативной группы, выдвинувшей кандидатуру Владимира Путина.
В феврале 2022 года в связи с голосованием за признание независимости ДНР и ЛНР был подвергнут санкциям со стороны Евросоюза и Канады.
На президентских выборах 2024 года не выдвинул свою кандидатуру, поддержав Владимира Путина.

## Политическая позиция
Миронов выступает против легализации огнестрельного короткоствольного оружия в России, но, на данный момент, допускает наличие такого оружия у тех, кто прошёл службу в вооружённых силах страны, смягчив таким образом свою категорическую позицию по данному вопросу. Сам Миронов имеет шесть наградных короткоствольных пистолетов. Также выступает против эвтаназии. Политические взгляды Миронова левые, о чём он неоднократно заявлял. Является сторонником прогрессивной шкалы налогообложения и налога на роскошь. В 2005 году первым из политиков предложил декларировать доходы членов семей госслужащих.
Является сторонником введения смертной казни за педофилию.
В марте 2024 года после теракта в «Крокус Сити Холле» выступил за возвращение смертной казни.

### Проект «Делай или Уходи!»
11 февраля 2016 года Сергей Миронов объявил о начале всероссийской акции по сбору 10 миллионов подписей под требованиями к председателю правительства и министрам. Проект Миронова предусматривает отставку правительства, если не будут выполнены следующие требования россиян. Их список пополняется по ходу акции в соответствии с предложениями граждан.
За первый день акции было собрано свыше 70 000 подписей, к августу 2016 года — около 5 миллионов. Первую подпись под требованиями в рамках проекта «Делай или уходи!» поставил сам С. Миронов. В случае сбора всех 10 миллионов подписей ультиматум Миронова станет самой массовой официально зарегистрированной акцией протеста против действий правительства за всю историю России.
Проекту Миронова предшествовала успешная акция по сбору миллиона подписей против платежей на капремонт до момента выполнения государством своих обязательств перед гражданами.

## Экологические взгляды
Миронов является сторонником экспериментального метода ОСВВ, узаконивающего свободное нахождение безнадзорных собак в городской среде. В ноябре 2018 года он выступил вместе с депутатом Владимиром Бурматовым инициатором законопроекта, допускающего возврат этих животных на улицы городов после стерилизации. Решением Верховного суда РФ в январе 2017 года метод ОСВВ был запрещён в Ростовской области, как не соответствующий действующему законодательству в области обеспечения санитарно-эпидемиологического благополучия населения и предупреждение возникновения заразных заболеваний, а октябре 2018 года городской суд Санкт-Петербурга запретил ОСВВ и в этом субъекте федерации. В пояснительной записке к законопроекту говорится о необходимости не ограничивать регионы в их полномочиях по обращению с этими животными, предлагая руководствоваться гуманными соображениями и не зависеть от позиции судов и ветеринаров по данному вопросу.
В июле 2018 года Миронов уже выступал с похожим законопроектом, согласно которому «все бездомные животные, подвергшиеся стерилизации и вакцинации, должны быть отпущены в том же месте, откуда их взяли специалисты».
Инициатива Миронова подверглась критике со стороны кинологов, руководитель приюта «Четыре с хвостиком» Диана Гордеева отметила, что прививка от бешенства любой собаке ставится один раз в год, при этом каждую бездомную собаку придётся разыскивать в промзонах и на теплотрассах, отлавливать и снова прививать, что на практике затруднительно. При этом агрессия по отношению к человеку, по отношению к другим животным у стерилизованных собак останется, борьба за еду, за территорию будет продолжаться, они всё равно останутся потенциально опасными.
На протяжении многих лет отрицает антропогенный характер возникновения озоновых дыр и глобального изменения климата и считает, что подписание международных соглашений по климату, в частности «Киотского протокола» и «Парижского соглашения», служит лишь экономическим интересам отдельных компаний и стран.

## Высказывания

### Об Эстонии (май 2007 года)
В мае 2007 года занимавший должность председателя Совета Федерации Сергей Миронов активно комментировал происходящие в Таллине события вокруг переноса памятника советским воинам. После того, как в ходе массовых беспорядков был убит 20-летний россиянин Дмитрий Ганин, Сергей Миронов обвинил в убийстве полицейских Таллина: «Полицейские, которые избили нашего гражданина, должны быть сурово наказаны, потому что они убийцы, что бы они об этом ни говорили. Полицейских на улицы выпустило правительство Эстонии. Соответственно оно выпустило своих правительственных черносотенцев.» Затем Миронов предложил переименовать Малый Кисловский переулок, в котором расположено посольство Эстонии в Москве, в улицу Дмитрия Ганина. Для реализации идеи он направил обращение председателю Мосгордумы Владимиру Платонову и мэру Москвы Юрию Лужкову. Однако московские власти не поддержали его предложение.

### О необходимости политических изменений (18 мая 2011 года)
«…Мне остаётся надежда, что многое в нашей стране в сегодняшней политической системе в ближайшее время изменится. Страна ждёт перемен. Люди не хотят жить так, как сегодня. Народ России хочет знать: куда мы идём? какую страну мы строим? что мы оставим нашим детям, нашим внукам? И главное условие того, что впереди нас не ждёт катастрофа, — это уже сегодня реальная и защищённая законом и волей власти политическая конкуренция — реальная многопартийность.».

### Об оппозиции (11 апреля 2012 года)
«…Для успешного и поступательного движения нашей страны вперёд обязательно должны быть разные точки зрения. Должны быть разные подходы и разные варианты направлений туда, куда мы все хотим — в нашу великую и процветающую, свободно-демократическую и справедливую Россию. Если сегодня государство сравнить с кораблём, то парламентскую оппозицию можно сравнить с навигационным оборудованием, которое не позволяет в конечном итоге кораблю сбиться с курса, а идти именно туда, куда требует наш народ.
Сегодня надо понять одну простую вещь: оппозиция в России — это навсегда. Нет, и никогда не будет больше гражданского общества без оппозиции. И надо научиться слушать и слышать друг друга, научиться не видеть врага в тех, кто думает по иному, у кого иные мысли и, может быть, иные идеалы, а работать сообща на общее дело.».

### Опоправке, запрещающей усыновление российских детей родителями из США (18 декабря 2012 года)
«…С учётом того, что у нас происходит с усыновлением детей в Соединённых Штатах Америки, наша мера — абсолютно разумная и взвешенная. При этом не надо забывать, что наше государство, к сожалению, пока не может обеспечить нормальные условия усыновления наших детей российскими семьями. Поэтому мы должны продолжать работать над тем, чтобы любой ребёнок, а чужих детей не должно быть по определению в России, чувствовал себя защищённым и жил в семье, в российской семье.».

### О войне с Украиной
Сергей Миронов активно поддержал российское нападение на Украину, его фракция предлагала признать Украину террористическим государством. Миронов называл ЧВК Вагнер «героическим воинским формированием», призывал легализовать частные военные компании. Сергей Миронов считает, что надо бомбить центры принятия решений в столице соседнего государства Киеве, и не против убийства президента Украины Владимира Зеленского. Также Сергей Миронов призывал к уничтожению всей инфраструктуры Украины.

Давайте тогда раз и навсегда уничтожим всю инфраструктуру нацистской Украины, все тяговые подстанции, все электростанции, все мосты, автомобильные и железнодорожные, потому что, уничтожая эту инфраструктуру, мы спасаем жизни наших солдат и жизни миллионов людей, которые сегодня только-только становятся гражданами нашей великой страны. И не надо здесь ни на кого смотреть! Если потребуется — восстановим, нам не привыкать.

## Личная жизнь
Первая жена Миронова — Елена — по профессии экскурсовод-переводчик. В этом браке в 1979 году родился сын Ярослав. От второй жены — геолога Любови Ивановны — у Миронова есть дочь Ирина. Третья жена Миронова — Ирина — советник Законодательного собрания Санкт-Петербурга. Четвёртая жена — журналистка Ольга Радиевская (род. 1984), от неё у Миронова есть сын. Пятая жена — Инна Варламова.
Племянница — Надежда Тихонова — депутат Законодательного собрания Санкт-Петербурга VI созыва. Кандидат в губернаторы Санкт-Петербурга на выборах 2019 года.
У Миронова есть четверо внуков.
В 2022 году Сергей Миронов вместе с женой вывезли из оккупированной Россией Херсонской области десятимесячную Маргариту Прокопенко и двухлетнего Илью Ващенко. Позже Мироновы усыновили детей, сменив им имена и место рождения. Юристы рассматривает данное событие как один из эпизодов депортации украинских детей в Россию, такие деяния могут быть квалифицированы как военное преступление и геноцид Международным уголовным судом. Миронов назвал журналистские расследования «фейком от украинских спецслужб и их западных кураторов».  23 февраля 2024 года супруга Миронова была внесена в санкционный список стран Евросоюза так как она «усыновила ребенка, который был похищен из детского дома в Херсоне». В марте 2024 года СБУ сообщила о подозрении Мироновой, по данным следствия, в конце августа 2022 года подозреваемая, под видом официального визита, приехали в оккупированный Херсон с целью вывезти в Россию детей из Херсонского областного дома ребёнка.

## Обвинения в коррупции
По данным издания The Insider, опубликованным в январе 2022 года, семья Сергея Миронова владеет элитной квартирой в Москве стоимостью 350 млн рублей, что почти в 70 раз больше официально задекларированного годового дохода политика. Квартира имеет площадь 235 квадратных метров и находится в ЖК «Парк палас» на Пречистенской набережной. В ней живёт бывшая жена Миронова Ольга и их несовершеннолетний сын, а её официальным владельцем с 2015 года является брат Ольги, который не мог купить столь дорогую недвижимость на свои деньги, так как годовая выручка его бизнеса составляет менее 14 миллионов рублей. The Insider назвал развод Сергея и Ольги Мироновых фиктивным, отметив, что она продолжает носить на пальце обручальное кольцо и что на её странице в «Фейсбуке» по-прежнему указано, что она замужем за Сергеем Мироновым.

## Международные санкции
Из-за поддержки российско-украинской войны находится под персональными международными санкциями разных стран.
С 2014 года находится под санкциями всех стран Европейского союза как инициатор законопроекта, позволяющего России принимать в свой состав, под предлогом защиты российских граждан, территории иностранного государства без согласия этого государства. Кроме того, Миронов поддержал в Думе законодательство об аннексии оккупированных Донецкой, Луганской, Херсонской и Запорожской областей Украины.
24 февраля 2022 года включён в санкционный список Канады «соратников режима», «за признание независимости так называемых республик в Донецке и Луганске».
30 сентября 2022 года, на фоне вторжения России на Украину, был внесён в санкционный список США в ответ на «фиктивные референдумы» и «аннексию территорий Украины российскими оккупационными силами». Государственный департамент отмечает, что депутаты единогласно приняли закон о фейках, а некоторые депутаты сыграли ключевую роль в распространении российской дезинформации о войне.
По аналогичным основаниям, с 16 сентября 2022 года находится под санкциями Великобритании .С 2 апреля 2020 года находится под санкциями Швейцарии. С 24 июня 2020 года находится под санкциями Австралии. С 12 апреля 2022 года находится под санкциями Японии.
Указом президента Украины Владимира Зеленского от 7 сентября 2022 находится под санкциями Украины. С 12 октября 2022 года находится под санкциями Новой Зеландии.

## Награды

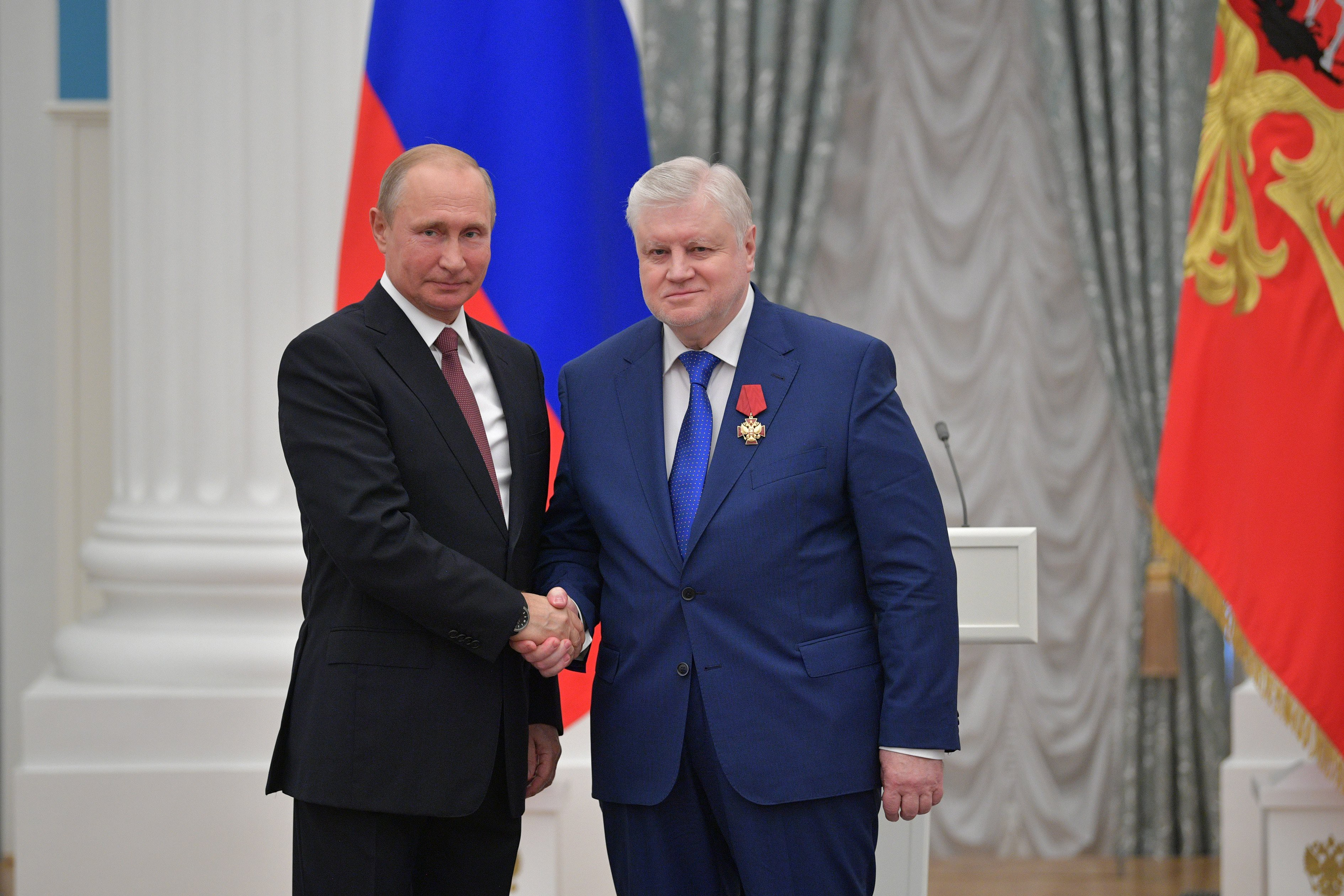
Владимир Путин и Сергей Миронов на церемонии вручения наград. 27 июня 2018 года

- Орден «За заслуги перед Отечеством» II степени (2023)[98]
- Орден «За заслуги перед Отечеством» III степени (14 февраля 2008)— за большой вклад в укрепление и развитие российской государственности и парламентаризма[99]
- Орден «За заслуги перед Отечеством» IV степени (2018)[100]
- Юбилейная медаль «300 лет Российскому флоту»[101]
- Медаль «В память 300-летия Санкт-Петербурга» (2003)
- Медаль «В память 1000-летия Казани» (2005)
- Кавалер Большого креста Орден Заслуг (Перу, 2005)[102][103][104]
- Орден Почёта (Южная Осетия, 9 октября 2009) — за большой вклад в дело поддержания мира и стабильности на Кавказе, активную поддержку в вопросах отстаивания независимости Южной Осетии и её международного признания, оказанную помощь в восстановлении разрушенного хозяйства республики[105]
- Медаль «В ознаменование 10-летия возвращения Севастополя в Россию» (1 марта 2024) — за личный вклад в возращение города Севастополя
- Орден преподобного Сергия Радонежского I степени (РПЦ, 2008)[106]
- Орден преподобного Сергия Радонежского II степени (РПЦ, 2003)[107]
- Орден «Содружество» (Межпарламентская ассамблея СНГ, 30 мая 2007) — за активное участие в деятельности Межпарламентской Ассамблеи и её органов, вклад в укрепление дружбы между народами государств — участников Содружества[108]
- Медаль «МПА СНГ. 25 лет» (Межпарламентская ассамблея СНГ, 27 марта 2017) — за заслуги в деле развития и укрепления парламентаризма, за вклад в развитие и совершенствование правовых основ функционирования Содружества Независимых Государств, укрепление международных связей и межпарламентского сотрудничества[109]
- Медаль «За боевое содружество» (МВД России, 2005)[110]
- Почётный знак «За заслуги в развитии парламентаризма» и Почётная Грамота Совета Федерации Федерального Собрания Российской Федерации[111]
- Юбилейная медаль «60 лет битвы за Владикавказ» (Северная Осетия, 6 мая 2003) — в ознаменование 60-летия битвы за город Владикавказ[112]
- Знак отличия «За заслуги в укреплении сотрудничества со Счётной палатой Российской Федерации» (2006)[113]
- Медаль «За выдающийся вклад в развитие коллекционного дела в России»[114]
- Орден Святого Архистратига Михаила I степени (2014, Донецкая Народная Республика) — за заслуги в деле становления государственности в ДНР, а также оказание гуманитарной помощи населению Донбасса и поддержку деятельности благотворительной медицинской организации «Справедливая помощь»[115][116]
- Медаль «За освобождение Крыма и Севастополя» (17 марта 2014) — за личный вклад в возвращение Крыма в Россию[117]
- Шесть раз награждался огнестрельным оружием: пистолетом Макарова, ПММ, пистолетом «Вектор», ГШ-18, пистолетом Ярыгина и револьвером «Наган»[118][119]
- Почётная грамота правительства Российской Федерации (20 июля 2019) — за большой вклад в развитие российского парламентаризма и активную законотворческую деятельность[120]
- Благодарность Правительства Российской Федерации (16 декабря 2019) — за большой вклад в развитие российского парламентаризма и активную законотворческую деятельность[121]

## Почётные звания
- Почётный доктор Нижегородского государственного университета имени Н. И. Лобачевского (2005)[122]
- Почётный доктор Башкирский государственный университет (2006)[123]
- Почётный доктор Национальной Академии Наук Армении[124]
- Почётный доктор Российского государственного социального университета[125]
- Почётный доктор Монгольского государственного научно-технического университета (Монголия)[126]
- Почётный доктор Дальневосточного государственного университета путей сообщения[126]
- Почётный доктор Славянского университета Молдовы (2007)[127]
- Почётный доктор Хакасского государственного университета имени Н. Ф. Катанова[128]
- Почётный доктор Российско-Таджикского (Славянского) университета
- Почётный доктор Новгородского Государственного Университета им. Ярослава Мудрого (2005)
- Почётный профессор Северо-Западной Академии государственной службы (2004 год)[129]
- Почётный профессор Южно-Уральского государственного университета (2003 год)[130]
- Почётный профессор Пермского государственного технического университета[126]
- Почётный профессор Брянского государственного университета[131]
- Почётный профессор Московского педагогического государственного университета (2007 год)[132]
- Почётный гражданин Махачкалы (2006 год)[126]
- Лауреат национальной премии бизнес-репутации «Дарин» Российской Академии бизнеса и предпринимательства в 2006 г.
- Почётный доктор Московского государственного университета леса (2006)[133]
- Почётный доктор Бакинского славянского университета (2002 год)[134]

## Факты
- 40 лет собирал коллекцию минералов. В годы работы в Совете Федерации коллекция хранилась в его рабочем кабинете. В мае 2011 года, после ухода из Совета Федерации, Миронов подарил коллекцию Государственному геологическому музею им. Вернадского. Коллекция была оценена в 1,5 млн долларов. Она выставлена на всеобщее обозрение в музее[135].
- Срочную службу проходил в воздушно-десантных войсках, совершил 25 прыжков с парашютом. После «учебки» в городе Гайжюнай, Литовская ССР, был направлен в город Кировабад, Азербайджанская ССР, где в то время дислоцировалась 104-я гвардейская воздушно-десантная дивизия, прозванная десантниками «дикая дивизия» (что обусловлено спецификой подготовки личного состава), в 337-й гвардейский парашютно-десантный полк. Уволился в запас в звании старший сержант гвардии[136].
- В 1989 году Миронов, работая старшим геофизиком в Монгольской Народной Республике, выслал телеграмму в поддержку А. Сахарова. Сахаров в те годы был народным депутатом и выступал с резкой критикой политики руководства ЦК КПСС и поддерживающего её большинства делегатов Съезда народных депутатов. Поддержкой Сахарова Миронов вызвал большое недовольство своего начальства[137].
- Поклонник творчества Марины Цветаевой. В 2009 году, во время встречи со студентами Российского государственного педагогического университета им. Герцена, он не стал читать подготовленный доклад об образовании в России. Вместо этого, сославшись на весеннее настроение, он прочёл на память поэму Цветаевой «Стенька Разин», применяя различные актёрские приёмы[138].

## Книги
- Миронов С. М. Обгон по левому ряду: уроки политической борьбы. — М.: ОЛМА Медиа Групп, 2012. — 224 с. — 3000 экз. — ISBN 978-5-373-04745-6
- Миронов С. М. Серёга. Простые истории надёжного парня — М.: ОЛМА Медиа Групп, 2012. — 383 с. — ISBN 978-5-9963-5942-4